# Dendropanax oblanceatus
Dendropanax oblanceatus är en araliaväxtart som beskrevs av George Richardson Proctor. Dendropanax oblanceatus ingår i släktet Dendropanax och familjen Araliaceae. Inga underarter finns listade.